# Підземне сховище Яггі
Підземне сховище Яггі – колишній об’єкт для зберігання вуглеводнів у Канзасі, виведений з експлуатації через аварію.
З початку 1980-х в Канзасі працювало підземне сховище вуглеводнів у Яггі. Його каверни створили на глибинах від 200 до 270 метрів шляхом розмиванням соляних відкладень формації Веллінгтон (пермський період). Первісно тут зберігали пропан, проте на початку 1990-х сховище придбала компанія Kgas (дочірня структура корпорації ONEOK) та перепрофіліювала для розміщення природного газу, котрий потребує більш високих тисків. 
Станом на початок 2000-х тут нараховувалось біля семи десятків каверн, з яких 62 знаходились у активній експлуатації та могли вмістити біля 100 млн м3 газу (ще два десятки каверн споруджувались в межах проекту розширення). Оскільки сховища у соляних пластах мають високу швидкість видачі продукта, за добу об’єкт у Яггі міг постачити до газотранспортної мережі біля 4,2 млн м3.
17 січня 2001 року у розташованому поблизу від сховища Хатчінсоні стався вибух природного газу в двох будівлях, котрі використовувались як майстерня та склад. Хоча вибухова хвиля повибивала шибки в оточуючих будівлях, проте завдана людям шкода виявилась мінімальною (за іншими даними, все-таки загинуло дві особи). Причиною вибухів став витік газу зі сховища, в якому він зберігався під значним тиском (4,1 МПа). Як наслідок цього інциденту об’єкт у Яггі закрили.